# Feliks Cozel

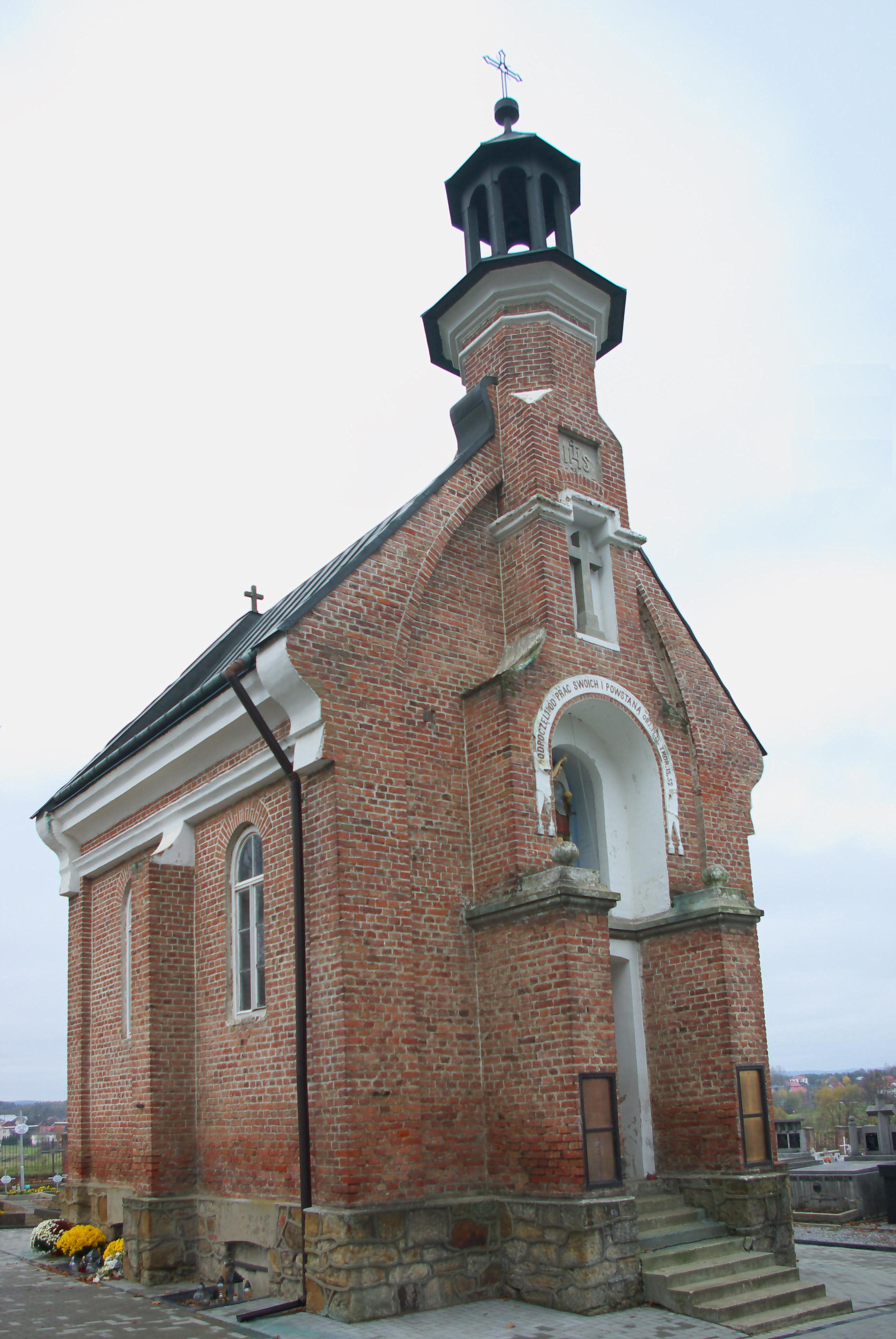
Kaplica grobowa jezuitów w Starej Wsi

Feliks Cozel, także jako Feliks Zosel (ur. 17 listopada 1847, zm. 18 stycznia 1928 w Starej Wsi) – polski duchowny rzymskokatolicki, jezuita.

## Życiorys
Urodził się 17 listopada 1847. Około 1862 wstąpił do zakonu jezuitów, a około 1878 otrzymał sakrament święceń kapłańskich. Pracował na różnych stanowiskach, m.in. jako profesor teologii i filozofii młodzieży jezuickiej jak i u bazylianów, jako misjonarz, kaznodzieja oraz pisarz. 
Pod koniec XIX wieku był kapelanem w zakładzie leczniczym przy parafii św. Teresy w Rabce. Był inicjatorem założenia pisma „Kalendarz Serca Jezusowego” w 1904. Od 1905 do 1908 był redaktorem naczelnym miesięcznika „Głosy Katolickie”. W II Rzeczypospolitej pełnił funkcję rektora jezuitów w Tarnopolu. W ostatnich latach życia przebywał w kolegium jezuickim w Starej Wsi, gdzie był katechetą dla dzieci.
Jego publikacja pt. Spowiedź. Jaką być powinna i jak się do niej gotować do 1928 została wydana w liczbie przeszło jednego miliona egzemplarzy i została przetłumaczona na pięć języków (ruski, litewski, francuski, niemiecki, rosyjski).
Zmarł 18 stycznia 1928 w Kolegium oo. Jezuitów w Starej Wsi w wieku 81 lat, w 66 roku życia zakonnego i 50 roku kapłaństwa. Został pochowany w kaplicy grobowej jezuitów na cmentarzu w Starej Wsi.

## Publikacje
- Spowiedź jaką być powinna i jak się do niej gotować (1902)
- O Najświętszym Sakramencie i Komunii świętej (1903)
- Objawienie się i cuda w Lurd Najświętszej Maryi Panny Niepokalanie Poczętej: na podstawie dzieł Boissarie, naczelnego lekarza kliniki w Lurd (1904)
- O mszy świętej (1904)
- O prawdziwości religii katolickiej (1906)
- Yra Dievas (1907)
- Dokąd idziesz i dokąd zajdziesz? (1907)
- Msza święta. Jej znaczenie, pożytki, ceremonie, kiedy i jak jej słuchać mamy (1908)
- Rodzina chrześcijańska (1908)
- Spowiedź. Jaką być powinna i jak się do niej gotować (1909)
- O prawdziwości religii katolickiej (1908)
- Šventosios mišios : jų reikšmė, nauda ir ceremonijos (1910, współautorzy: Juozas Laukaitis, Adam Reiners)
- O ochędóstwie w Domach Bożych (1912)
- Rodzina chrześcijańska wobec śmierci (1913)
- Msza święta jej znaczenie, pożytki, obrzędy i sposoby słuchania (1917)
- Rodzina chrześcijańska jaką być powinna (1919)
- Dokąd idziesz, dokąd zajdziesz? czyli jest wieczne niebo i wieczne piekło! (1921)
- O przesądach i zabobonach (1924)
- Jest Bóg. Rozumowe dowody na istnienie Pana Boga (1929)

## Odznaczenia
- Krzyż Oficerski Orderu Odrodzenia Polski – 2 maja 1924[4] „za zasługi, położone dla Rzeczypospolitej Polskiej na polu pracy społecznej i filantropijnej”[5]